# 1978-as Formula–1 brit nagydíj
A brit nagydíj volt az 1978-as Formula–1 világbajnokság tizedik futama.

## Futam
| Helyezés | #  | Versenyző             | Csapat/Motor       | Körök | Idő/Kiesés oka    | Rajthely | Pontszám |
| -------- | -- | --------------------- | ------------------ | ----- | ----------------- | -------- | -------- |
| 1        | 11 | Carlos Reutemann      | Ferrari            | 76    | 1:42:12,39        | 8        | 9        |
| 2        | 1  | Niki Lauda            | Brabham-Alfa Romeo | 76    | +1,23             | 4        | 6        |
| 3        | 2  | John Watson           | Brabham-Alfa Romeo | 76    | +37,25            | 9        | 4        |
| 4        | 4  | Patrick Depailler     | Tyrrell-Ford       | 76    | +1:13,27          | 10       | 3        |
| 5        | 16 | Hans-Joachim Stuck    | Shadow-Ford        | 75    | +1 kör            | 18       | 2        |
| 6        | 8  | Patrick Tambay        | McLaren-Ford       | 75    | +1 kör            | 20       | 1        |
| 7        | 33 | Bruno Giacomelli      | McLaren-Ford       | 75    | +1 kör            | 16       |          |
| 8        | 30 | Brett Lunger          | McLaren-Ford       | 75    | +1 kör            | 24       |          |
| 9        | 19 | Vittorio Brambilla    | Surtees-Ford       | 75    | +1 kör            | 25       |          |
| 10       | 26 | Jacques Laffite       | Ligier-Matra       | 73    | +3 kör            | 7        |          |
| HN       | 9  | Jochen Mass           | ATS-Ford           | 65    | +11 kör           | 26       |          |
| Kiesett  | 10 | Keke Rosberg          | ATS-Ford           | 59    | Felfüggesztés     | 22       |          |
| Kiesett  | 17 | Clay Regazzoni        | Shadow-Ford        | 49    | Váltó             | 17       |          |
| Kiesett  | 15 | Jean-Pierre Jabouille | Renault            | 46    | Turbó             | 12       |          |
| Kiesett  | 35 | Riccardo Patrese      | Arrows-Ford        | 40    | Felfüggesztés     | 5        |          |
| Kiesett  | 3  | Didier Pironi         | Tyrrell-Ford       | 40    | Váltó             | 19       |          |
| Kiesett  | 20 | Jody Scheckter        | Wolf-Ford          | 36    | Váltó             | 3        |          |
| Kiesett  | 14 | Emerson Fittipaldi    | Fittipaldi-Ford    | 32    | Motorhiba         | 11       |          |
| Kiesett  | 37 | Arturo Merzario       | Merzario-Ford      | 32    | Üzemanyagrendszer | 23       |          |
| Kiesett  | 22 | Derek Daly            | Ensign-Ford        | 30    | Kerék             | 15       |          |
| Kiesett  | 5  | Mario Andretti        | Lotus-Ford         | 28    | Motorhiba         | 2        |          |
| Kiesett  | 27 | Alan Jones            | Williams-Ford      | 26    | Erőátvitel        | 6        |          |
| Kiesett  | 12 | Gilles Villeneuve     | Ferrari            | 19    | Erőátvitel        | 13       |          |
| Kiesett  | 25 | Héctor Rebaque        | Lotus-Ford         | 15    | Váltó             | 21       |          |
| Kiesett  | 7  | James Hunt            | McLaren-Ford       | 7     | Baleset           | 14       |          |
| Kiesett  | 6  | Ronnie Peterson       | Lotus-Ford         | 6     | Üzemanyagrendszer | 1        |          |
| NK       | 18 | Rupert Keegan         | Surtees-Ford       |       |                   |          |          |
| NK       | 36 | Rolf Stommelen        | Arrows-Ford        |       |                   |          |          |
| NK       | 23 | Geoff Lees            | Ensign-Ford        |       |                   |          |          |
| NK       | 40 | Tony Trimmer          | McLaren-Ford       |       |                   |          |          |

## Statisztikák
Vezető helyen:
- Mario Andretti: 23 (1-23)
- Jody Scheckter: 10 (24-33)
- Niki Lauda: 26 (34-59)
- Carlos Reutemann: 17 (60-76)

Carlos Reutemann 8. győzelme, Ronnie Peterson 13. pole-pozíciója, Niki Lauda 15. leggyorsabb köre.
- Ferrari 71. győzelme.